# マラーノ・スル・パーナロ
マラーノ・スル・パーナロ（伊: Marano sul Panaro）は、イタリア共和国エミリア＝ロマーニャ州モデナ県にある、人口約5,300人の基礎自治体（コムーネ）。

## 地理

### 位置・広がり

#### 隣接コムーネ
隣接するコムーネは以下の通り。
- カステルヴェトロ・ディ・モーデナ
- グイーリア
- マラネッロ
- パヴッロ・ネル・フリニャーノ
- サヴィニャーノ・スル・パーナロ
- セッラマッツォーニ
- ヴィニョーラ

## 行政

### 分離集落
マラーノ・スル・パーナロには、以下の分離集落（フラツィオーネ）がある。
- Ca' Bonettini, Ca' Rossa, Casona, Denzano, Festà, Ospitaletto, Rodiano, Villabianca

### 気候分類・地震分類
マラーノ・スル・パーナロにおけるイタリアの気候分類 (it) および度日は、zona E, 2373 GGである。
また、イタリアの地震リスク階級 (it) では、zona 3 (sismicità bassa) に分類される。

## 姉妹都市
- Kofinas、ギリシャ